# Дубовка (Молдова)
Дубовка (рум. Dubovca) — село у Гинчештському районі Молдови. Входить до складу комуни, адміністративним центром якої є село Бозієнь.

## Населення
За даними перепису населення 2004 року у селі проживали 350 осіб.
Національний склад населення села:
| Національність   | Кількість осіб | Відсоток   |
| ---------------- | -------------- | ---------- |
| молдавани румуни | 292 1          | 83,4% 0,3% |
| українці         | 34             | 9,7%       |
| росіяни          | 21             | 6,0%       |
| гагаузи          | 2              | 0,6%       |
| Всього           | 350            | 100%       |